# رزوة (إيران)

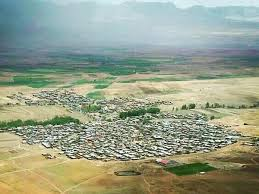
صورة لقرية روزه

رزوة (بالإنجليزية: Rozveh)‏ هي منطقة سكنية تقع في إيران في البلدة المركزية. يقدر عدد سكانها بـ 4,916 نسمة .